# Julia Huber
Pour les articles homonymes, voir Huber.
Julia Huber, née le 29 novembre 1998, est une sauteuse à ski autrichienne.

## Biographie
Elle représente le club SK Rottenmann-Steiermark. Le 27 juillet 2012, elle fait ses débuts internationaux à Pöhla à l'occasion de la Coupe des Alpes de saut à ski (de) et y arrive 21e. Elle participe ensuite à quelques compétitions mondiales sans résultats significatifs.
En juillet 2013, elle reprend à Villach pour la coupe FIS, et arrive 27e puis 25e. Le premier et 2 mars 2014, à l'âge de 15 ans, elle participe à sa première étape de Coupe du monde. Le 11 et 12 décembre 2015, elle arrive deuxième et troisième à la Coupe continentale. Le 10 septembre 2016, elle obtient une deuxième place à Lillehammer.
Elle est médaillée de bronze par équipes aux Jeux olympiques de la jeunesse d'hiver de 2016 à Lillehammer, où elle est aussi cinquième en individuel. La même saison, à la Coupe des Alpes de saut à ski (de), elle arrive troisième derrière Agnes Reisch et Lara Malsiner.

## Palmarès

### Coupe continentale
- Meilleur classement général : 2e en 2016.
- 3 podiums.

### Jeux olympiques de la jeunesse
- Médaille de bronze au concours par équipes en 2016 avec Florian Dagn et Clemens Leitner[1]